# Norbert Schneider-Danwitz
Norbert Schneider-Danwitz (* 23. Juli 1934 in Köln; † 31. Dezember 2017 in Kassel-Wilhelmshöhe) war ein deutscher Jurist. Er war Vorsitzender Richter am Bundessozialgericht.

## Biographie
Nach dem Abitur in Köln studierte er in Freiburg und Köln Jura. 1954 wurde er Mitglied der katholischen Studentenverbindung KDStV Ripuaria Freiburg im Breisgau im CV, aus der er nach 2007 ausschied.  Nach der Referendarzeit und dem zweiten Staatsexamen war er zuerst Richter am Sozialgericht in Aachen, später wissenschaftlicher Mitarbeiter am Bundesarbeitsgericht in Kassel, danach Richter am Landessozialgericht in Celle und ab Februar 1978 Richter am Bundessozialgericht. Im Januar 1992 wurde er dort zum Vorsitzenden Richter ernannt und übernahm den Vorsitz des 3. und 14. Senats des Bundessozialgerichts.

## Publikationen
- Norbert Schneider-Danwitz (Hrsg.): Sozialgesetzbuch, Zehntes Buch. Helmar Bley: Sozialgesetzbuch, Sozialversicherung, Gesamtkommentar. Band 4, Wiesbaden 1994
- Norbert Schneider-Danwitz: Das Beschäftigungsverhältnis in der sozialgerichtlichen Rechtsprechung, in Entwicklung des Sozialrechts, Aufgabe der Rechtsprechung: Festgabe aus Anlass des 100jährigen Bestehens der sozialgerichtlichen Rechtsprechung,  hrsg. vom Deutschen Sozialrechtsverband, Köln 1984, Heymann, S. 541 ff.